# 船橋市立宮本小学校
船橋市立宮本小学校（ふなばししりつ みやもとしょうがっこう）は、千葉県船橋市宮本七丁目にある公立小学校。

## 沿革

### 明治以降、戦前まで
- 明治6年(1873年)1月 浄土真宗本願寺派の了源寺に真名学校ができる。
- 明治11年(1878年)2月  真名学校が本校の船橋学校から別れる。
- 明治14年(1881年)9月24日〜同年10月9まで資金難により閉校。
- 明治17年(1884年)5月  意富比神社の境内に校舎を建てる。
- 明治18年(1885年)7月  新築校舎に移転する。
- 明治19年(1886年)  小学校生義務教育4年が始まる
- 明治20年(1887年)4月  名称が五日市尋常小学校に改称する。
- 明治22年(1889年)8月  名称が町立五日市尋常小学校に改称する。
- 明治34年(1901年)  授業料が無料になる。
- 明治40年(1907年)  小学生義務教育が6年になる。
- 明治41年(1908年)3月  船橋町が5日に道山498番地(現在は宮本公民館がある)を買収し、30日に校舎を落成する。
- 明治44年(1911年)4月1日 名称が船橋尋常小学校に改称する。
- 大正8年(1919年)8月27日  3教室増築する。
- 大正15年(1926年)6月27日  2教室増築する。
- 昭和7年(1932年)10月18日  御真影奉蔵所が完成する。
- 昭和8年(1933年)8月26日  第二校舎(通称: 小池校舎、現在の宮本小学校)が落成する。
- 昭和9年(1934年)12月  北側校舎が大修繕される。
- 昭和15年(1940年)  現在の記念館前にある観察池が寄付される。
- 昭和16年(1941年)4月1日  名称が宮本国民学校に改称する。

### 戦後以降
- 昭和20年(1945年)12月27日  御真影を奉還する。
- 昭和21年(1946年)  市内の野球大会で準優勝を飾る。
- 昭和22年(1947年)4月1日  名称が船橋市立宮本小学校に改称する。本校舎が小池校舎になる。
- 同年 月不明  給食が始まる。
- 同年5月10日  現在の船橋市立宮本中学校が併設され、小池校舎は2〜3部授業になる。

## 交通
- JR総武線船橋駅徒歩15分
- 京成本線船橋駅下車　徒歩約15分